# Apanteles nigrescens
Apanteles nigrescens är en stekelart som först beskrevs av Cameron 1906.  Apanteles nigrescens ingår i släktet Apanteles och familjen bracksteklar. Inga underarter finns listade i Catalogue of Life.